# Saint-Paterne-Racan
Saint-Paterne-Racan ist eine französische Gemeinde mit 1.697 Einwohnern (Stand: 1. Januar 2022) im Département Indre-et-Loire in der Region Centre-Val de Loire; sie gehört zum Arrondissement Chinon und zum Kanton Château-Renault. Die Einwohner werden Saint-Paternois und Saint-Paternoises genannt.

## Geographie
Die Gemeinde Saint-Paterne-Racan liegt am Fluss Escotais an der Grenze zum Département Sarthe, etwa 30 Kilometer nordnordwestlich von Tours. Umgeben wird Saint-Paterne-Racan von den Nachbargemeinden Saint-Christophe-sur-le-Nais im Norden, Villebourg und Bueil-en-Touraine im Nordosten, Neuvy-le-Roi im Osten, Neuillé-Pont-Pierre im Osten und Südosten, Sonzay im Süden, Brèches im Südwesten, Chenu im Westen und Nordwesten sowie Saint-Aubin-le-Dépeint im Nordwesten.

## Bevölkerungsentwicklung
| Jahr                       | 1962 | 1968 | 1975 | 1982 | 1990 | 1999 | 2006 | 2012 | 2021 |
| Einwohner                  | 1693 | 1617 | 1718 | 1508 | 1449 | 1511 | 1637 | 1637 | 1680 |
| Quellen: Cassini und INSEE |      |      |      |      |      |      |      |      |      |

## Sehenswürdigkeiten
- Kloster La Clarté-Dieu, 1239 gegründet, 1790/91 aufgelöst, früheres Zisterzienserkloster, seit 2006 in Teilen als Monument historique eingeschrieben, seit 2011 in restlichen Teilen klassifiziert
- Pfarrkirche Saint-Paterne aus dem 15. Jahrhundert, seit 1947 als Monument historique eingeschrieben
- Schloss Hodebert mit Park, im 17. Jahrhundert erbaut, Umbauten aus dem 19. Jahrhundert, seit 2009 in Teilen als Monument historique eingeschrieben
- Schloss Le Breuil aus dem 17. Jahrhundert
- Schloss La Roche Racan, erbaut 1636, seit 1947 in Teilen als Monument historique eingeschrieben
- Schloss La Fougeraie aus dem 19. Jahrhundert
- Herrenhaus im Weiler Saché aus dem 16. Jahrhundert mit Erweiterungen im 19. Jahrhundert
- Wasserturm

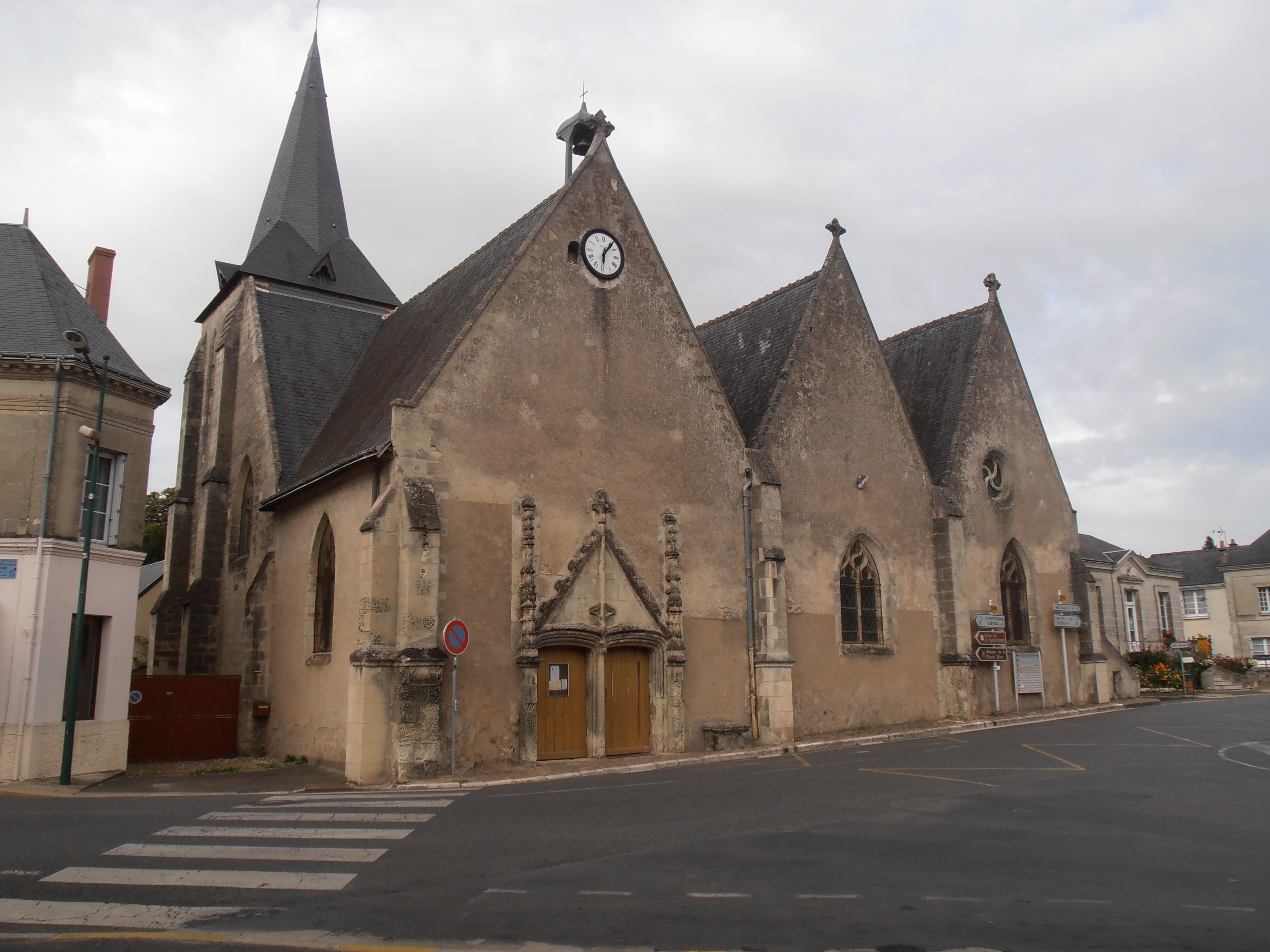
Pfarrkirche Saint-Paterne
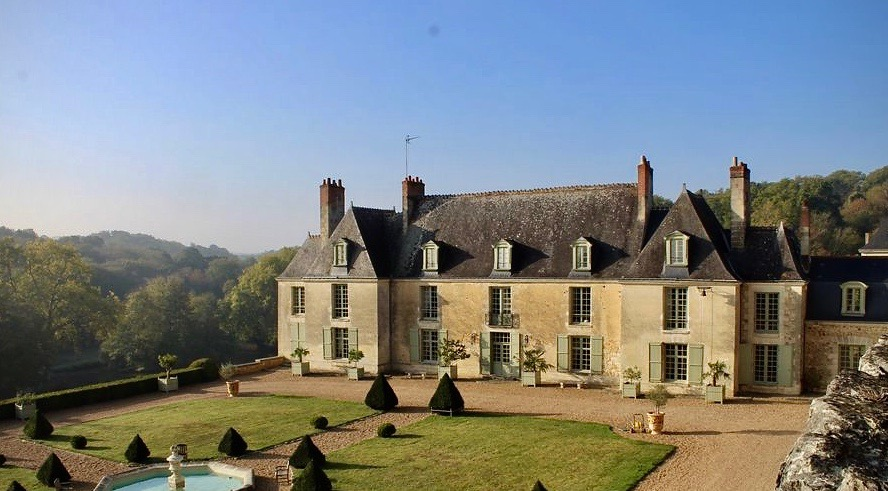
Schloss Hodebert
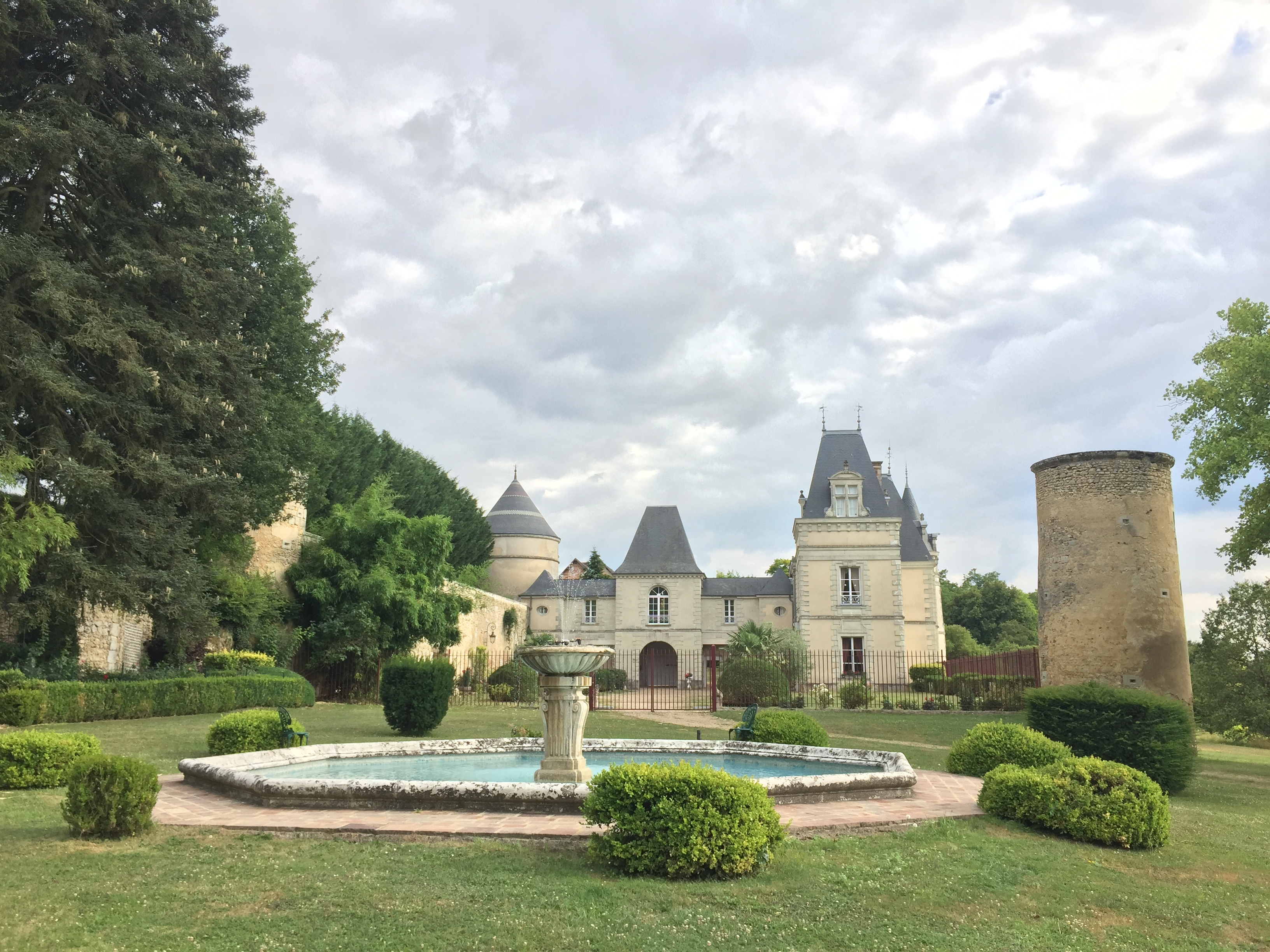
Schloss Le Breuil
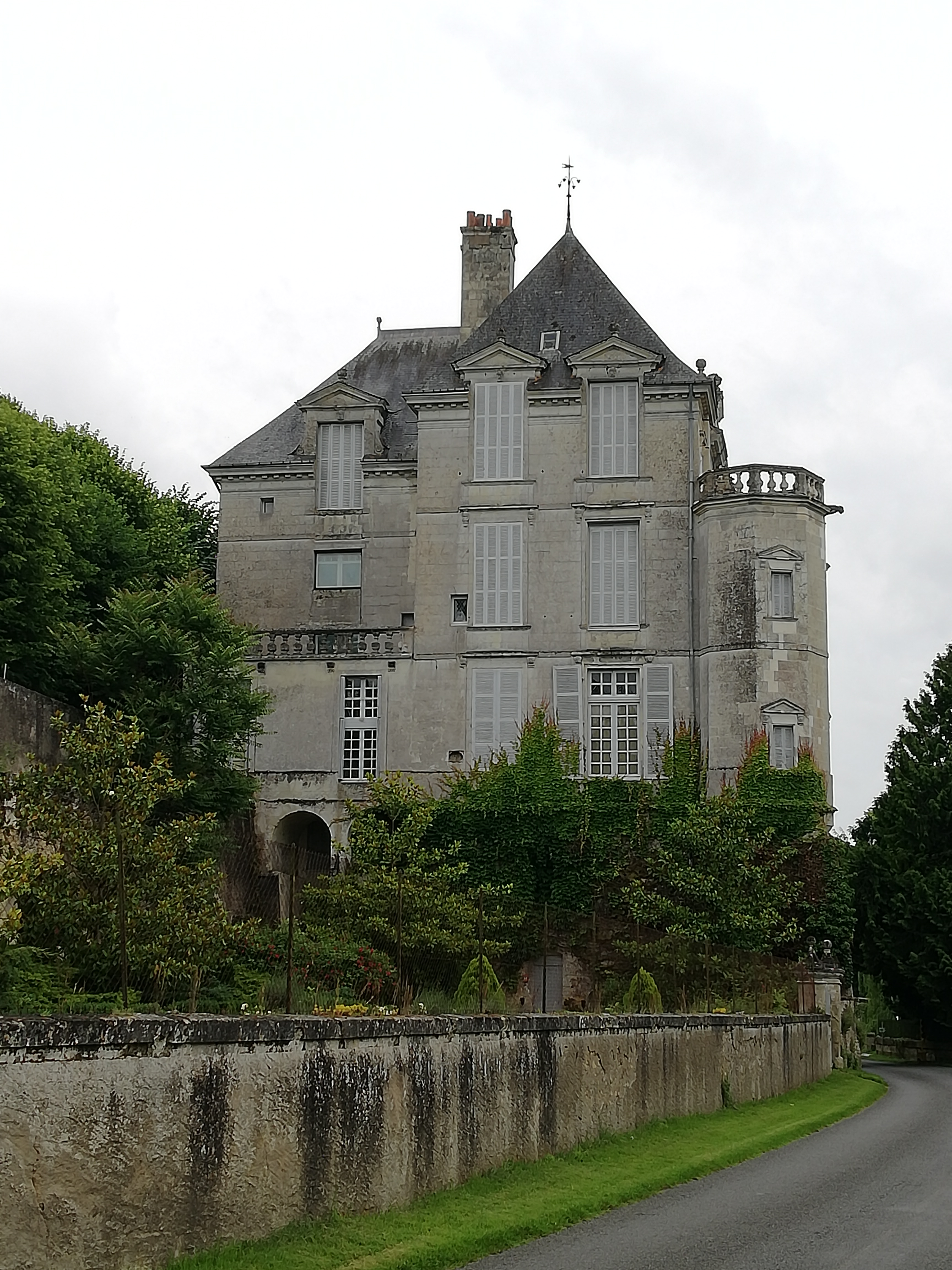
Schloss La Roche Racan